# Herbert Lange (Maler)
Herbert Lange (* 10. September 1920 in Liebenfelde; † 19. Mai 2001 in Kleinmachnow) war ein deutscher Maler und Grafiker.

## Leben und Werk
Lange machte eine Schlosserlehre und absolvierte in Halle (Saale) bis 1940 eine Ausbildung zum Dekorationsmaler. Danach begann er an der Kunstgewerbeschule Burg Giebichenstein ein Kunststudium, das er wegen der Einziehung zum Reichsarbeitsdienst abbrechen musste. Als Soldat der Wehrmacht nahm er ab 1940 u. a. in Italien am Zweiten Weltkrieg teil. Nach der Rückkehr aus der Kriegsgefangenschaft wohnte er in Halle ab 1946 u. a. mit Fritz Stehwien (1914–2008), Richard Horn, Kurt Völker, Clemens Kindling (1916–1992), Otto Müller und Meinolf Splett in der „Künstlerkolonie“ Fischer-von-Erlach-Straße 14b.
Von 1946 bis 1949 studierte Lange an der Kunsthochschule Burg Giebichenstein vor allem bei Erwin Hahs und Gustav Weidanz. Weitere Lehrer waren u. a. Kurt Bunge und Ulrich Knispel. Ab 1950 war Lange künstlerisch-wissenschaftlicher Assistent am Institut für angewandte Kunst der Martin-Luther-Universität Halle-Wittenberg und ab 1956 künstlerischer Assistent in der Fachrichtung Angewandte Malerei am Institut für künstlerische Werkgestaltung Burg Giebichenstein.
1947 gehörte Lange zu den Mitbegründer der Künstlergemeinschaft Die Fähre und es wurden erstmals in einer juryfreie Ausstellung seine Bilder gezeigt. Von 1947 bis 1950 arbeitete Lange entsprechend der politisch-künstlerischen Konzeption der „Fähre“ mit Karl-Erich Müller und Willi Sitte künstlerisch unter Tage im Mansfelder und Bitterfelder Bergbaugebiet. In seinen Gemälden, Zeichnungen und Grafiken zeigte er auch später häufig körperlich arbeitende Menschen in ihrem Berufsumfeld.
1948 gründete Lange den ersten Laienzirkel für bildende und angewandte Kunst an der Werksvolkshochschule der Leuna-Werke „Walter Ulbricht“, den er bis 1957 leitete. Er initiierte weitere Betriebszirkel im Raum Halle-Merseburg. 1949 nahm er als „Kulturaktivist“ mit Müller an der 1. Aktivistenkonferenz des FDGB teil. Ab 1950 war er Mitglied im ersten Landesvorstand des „Schutzverbands bildender Künstler“ in der Gewerkschaft Kunst und Schrifttum im FDGB und dann Mitglied im Verband Bildender Künstler der DDR (VBK). Ab 1950 leitete er den ersten Lehrgang der Zirkel „Bildnerisches Volksschaffen“ der Großbetriebe in Sachsen-Anhalt auf der Insel Poel.
In der Folge des Formalismus-Beschlusses der 5. Tagung des ZK der SED gehörte er ab 1951 für mehrere Jahre zu den Künstlern, die reglementiert und ins künstlerische Abseits gedrängt wurden. So wurden u. a. offenbar die von ihm für die Dritte Deutsche Kunstausstellung eingereichten Bilder nicht ausgestellt.
1957 zog Lange nach Schneeberg. Dort leitete er die Klöppelschule und die Schule für Schnitzkunst „Barbara Uttmann“, aus der 1962 die Fachschule für angewandte Kunst hervorging, deren Direktor er wurde. Daneben leitete er bis 1971 in Aue den Volkskunstzirkel im Kulturhaus der Wismut AG.
Nach der II. Bitterfelder Konferenz 1964 ging Lange als Künstler in die innere Emigration und wandte sich thematisch der Landschaft und Stillleben zu. 1971 zog er nach Kleinmachnow. Von 1971 bis zur Pensionierung 1985 war er Dozent in der Außenstelle Potsdam der Fachschule für Werbung und Gestaltung Berlin, wo er die Abteilung Restaurierung aufbaute.
Daneben leitete er in Teltow ab 1971 bis 1976 den Zirkel „Bildnerischen Volksschaffen“ im VEB Elektronische Bauelemente „Carl von Ossietzky“. Von 1976 bis 1978 war er Direktor der Abteilung Restaurierung und Chefrestaurator der Staatlichen Schlösser Potsdam-Sanssouci.
Von 1975 bis 1988 war Lang Mitglied des Zentralvorstands des VBK und Leiter der Zentralen Arbeitsgruppe „Bildnerisches Volksschaffen“ des Verbands. Er erhielt in der DDR eine Anzahl staatlicher und gesellschaftlicher Auszeichnungen.
Lange war Maler, Zeichner und Grafiker und schuf, u. a. aus Kupfer, Beton, Holz und Aluminium, baugebundene ornamentale und figürliche Arbeiten für den öffentlichen Raum.
Nach seiner Pensionierung arbeitete er weiter freischaffend als Maler, Grafiker und Restaurator. Außerdem war er Ortschronist von Kleinmachnow und leitete volkskünstlerische Zirkel.
Lange unternahm Studienreisen in die CSSR (1957), nach Polen (1968 und 1970), in die Sowjetunion (1978, 1979 speziell Georgien) und im Studienaustausch mit dem italienischen Künstlerverband 1981 nach Italien. Er hatte eine bedeutende Zahl von Einzelausstellungen und Ausstellungsbeteiligungen. Bilder Langes befinden sich u. a. im Kunstmuseum Moritzburg Halle, im Deutschen Historischen Museum Berlin, im Museum Schloss Hinterglauchau in Glauchau und im Museum für bergmännische Volkskunst Schneeberg.
Herbert Lange starb 2001 mit 80 Jahren. Er hinterließ Frau und Tochter (sein Ziehsohn verunglückte 1978 tödlich)

## Ehrungen (Auswahl)
- 1970: Pestalozzi-Medaille in Silber
- 1970: Verdienstmedaille der DDR
- 1983: Johannes-R.-Becher-Medaille in Gold
- 1983: Hans-Grundig-Medaille
- 1985: Kurt-Barthel-Medaille
- 1985: Vaterländischer Verdienstorden in Silber
- Ehrenmitgliedschaft des Heimatvereins Kleinmachnow

## Werke (Auswahl)

### Tafelbilder
- Heimkehr (Öl)[2]
- Schichtwechsel in der Volkswerft Rostock (Öl, 1952)[3]
- In der Merseburger Aue (Öl, 1952)[4]
- Aufbau Berlin (Öl, 1952)[5]
- Winterlandschaft bei Leuna (Öl, 1953)[6]
- Schachtstraße (Öl; ausgestellt 1962/1963 auf der Fünften Deutschen Kunstausstellung)[7]
- Gutstor in Kleinmachnow (Öl auf Hartfaser, 1977)[8]

### Gemäldekopie
- Porzellanfabrik Teltow GmbH (Ei-Tempera auf Leinwand, 150 × 100 cm, 1997; Kopie nach Otto Günther-Naumburg; Heimatmuseum der Stadt Teltow)[9]

### Buchpublikation
- Spaziergänge in Kleinmachnow. Haude & Spenersche Verlagsbuchhandlung, Berlin, 1995; ISBN 3-7759-0395-X, ISBN 978-3-7759-0395-0

## Ausstellungen (Auswahl)

### Einzelausstellungen
- 1949 Halle („Der Berg- und Hüttenmann“; mit Karl Erich Müller)
- 1954: Leuna, Klubhaus
- 1960: Schneeberg, Museum für bergmännische Volkskunst
- 1980: Potsdam Kleine Galerie im Keller; Brandenburg, Galerie in der Steinstraße; Luckenwalde, Galerie im Zentrum (Malerei und Grafik)
- 1985: Kleinmachnow, Kleine Galerie („Landschaften meines Lebens“)

#### Postum
- 2020: Kleinmachnow („Reminiszenzen zum 100.“)
- 2022: Halle, Zeitkunstgalerie

### Ausstellungsbeteiligungen
- 1949 und 1962/1963: Dresden, 2. und Fünfte Deutsche Kunstausstellung
- 1951: Halle, Landesgalerie Sachsen-Anhalt („Neues Kunstschaffen in Sachsen-Anhalt 1951“)
- 1953: Halle, Staatliche Galerie Moritzburg (Künstler aus Halle)
- 1956: Halle, Galerie Moritzburg („Deutsche Landschaft“)
- 1963: Karl-Marx-Stadt, Museum am Theaterplatz („10 Jahre Architektur, bildende Kunst und bildnerisches Volksschaffen in Karl-Marx-Stadt“)[10]
- 1974 und 1984: Potsdam, Bezirkskunstausstellungen
- 1987: Potsdam („Impressionen aus der Sowjetunion“)